# Miribel (Ain)
Miribel ist eine französische Kleinstadt mit 10.450 Einwohnern (Stand: 1. Januar 2022) im Département Ain in der Region Auvergne-Rhône-Alpes. Sie gehört zum Arrondissement Bourg-en-Bresse und zum Gemeindeverband Miribel et Plateau. Die Einwohner heißen Miribelans.

## Geografie
Die Kleinstadt Miribel liegt in der Landschaft Côtière an der Grenze zur Métropole de Lyon am Canal de Miribel, der aus einem nördlichen Arm der Rhône entstand, zehn Kilometer nordöstlich der Innenstadt von Lyon. Umgeben wird Miribel von den Nachbargemeinden Mionnay im Norden, Tramoyes im Nordosten, Saint-Maurice-de-Beynost im Osten, Meyzieu im Südosten, Décines-Charpieu im Süden, Vaulx-en-Velin im Südwesten, Neyron im Westen sowie Rillieux-la-Pape und Cailloux-sur-Fontaines im Nordwesten.

## Verkehrsanbindung
Durch die Gemeinde führt die frühere Route nationale 83 (heute: Départementstraße 483) und die Autoroute A42.
Der Bahnhof von Miribel wird von Zügen der Bahnstrecke Lyon–Genève bedient, der Bahnhof des Ortsteils Les Échets liegt an der Bahnstrecke Lyon-Saint-Clair–Bourg-en-Bresse. Hier ereignete sich am 10. September 1921 ein schwerer Eisenbahnunfall: Wagen eines Schnellzuges entgleisten, als dieser mit überhöhter Geschwindigkeit in den Bahnhof einfuhr. 

## Bevölkerungsentwicklung
| Jahr                       | 1962 | 1968 | 1975 | 1982 | 1990 | 1999 | 2011 | 2021   |
| Einwohner                  | 4580 | 5651 | 6237 | 7053 | 7683 | 8539 | 9031 | 10.225 |
| Quellen: Cassini und INSEE |      |      |      |      |      |      |      |        |

## Sehenswürdigkeiten
- Calvaire-fontaine de Miribel, Brunnenanlage um ein Steinkreuz aus dem Jahre 1832, seit 1929 Monument historique
- Kirchen Saint-Martin, seit 1928 Monument historique, und Saint-Romain
- Glockenspiel Carillon du Mas Rillier, Monument historique seit 1995
- Château de Miribel, Ruinen der alten Befestigungsanlage aus dem 11. Jahrhundert
- Rathaus (Hôtel de ville)
- Grand parc de Miribel-Jonage (22 Quadratkilometer große Parkanlage)

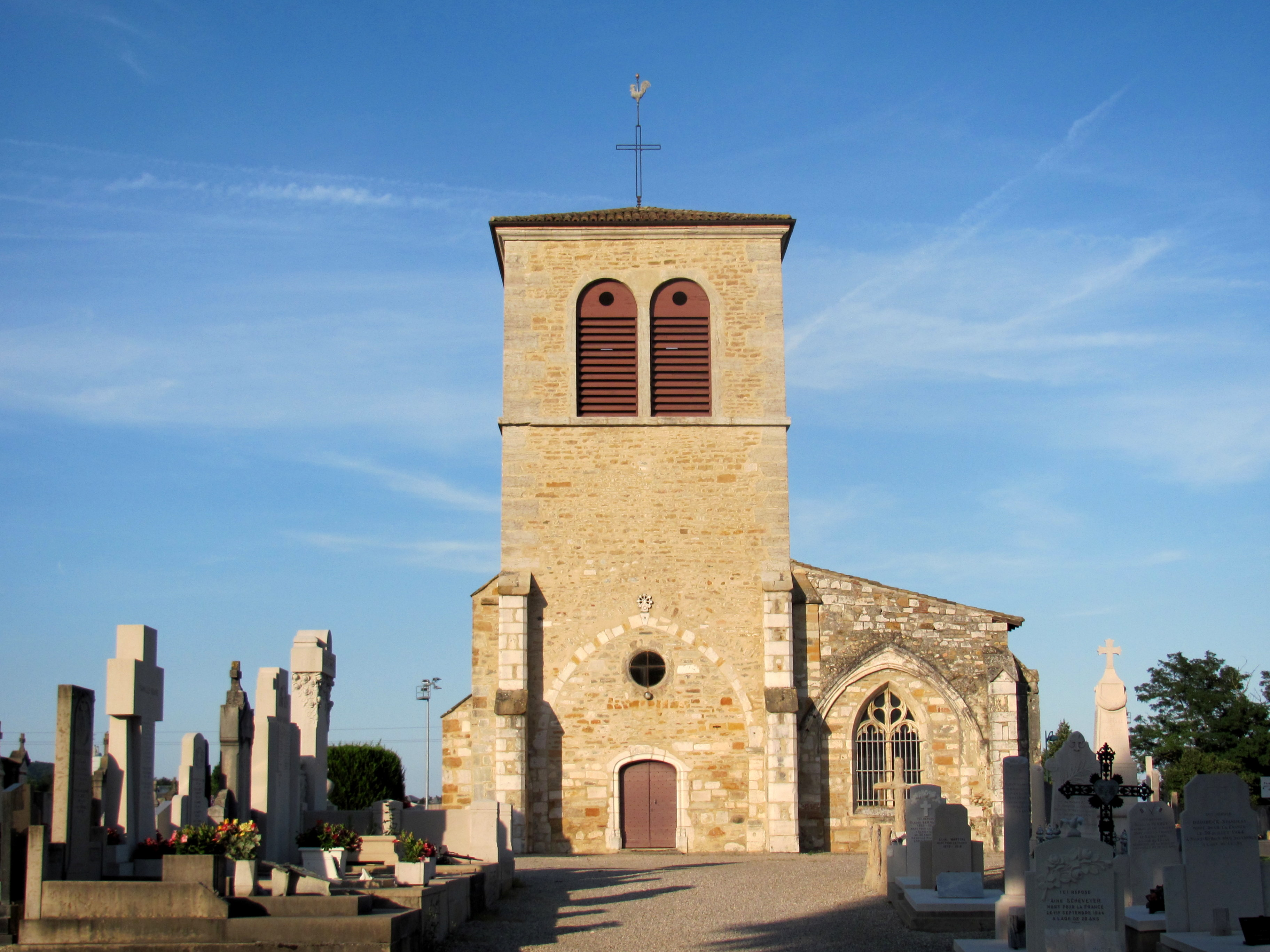
Kirche Saint-Martin
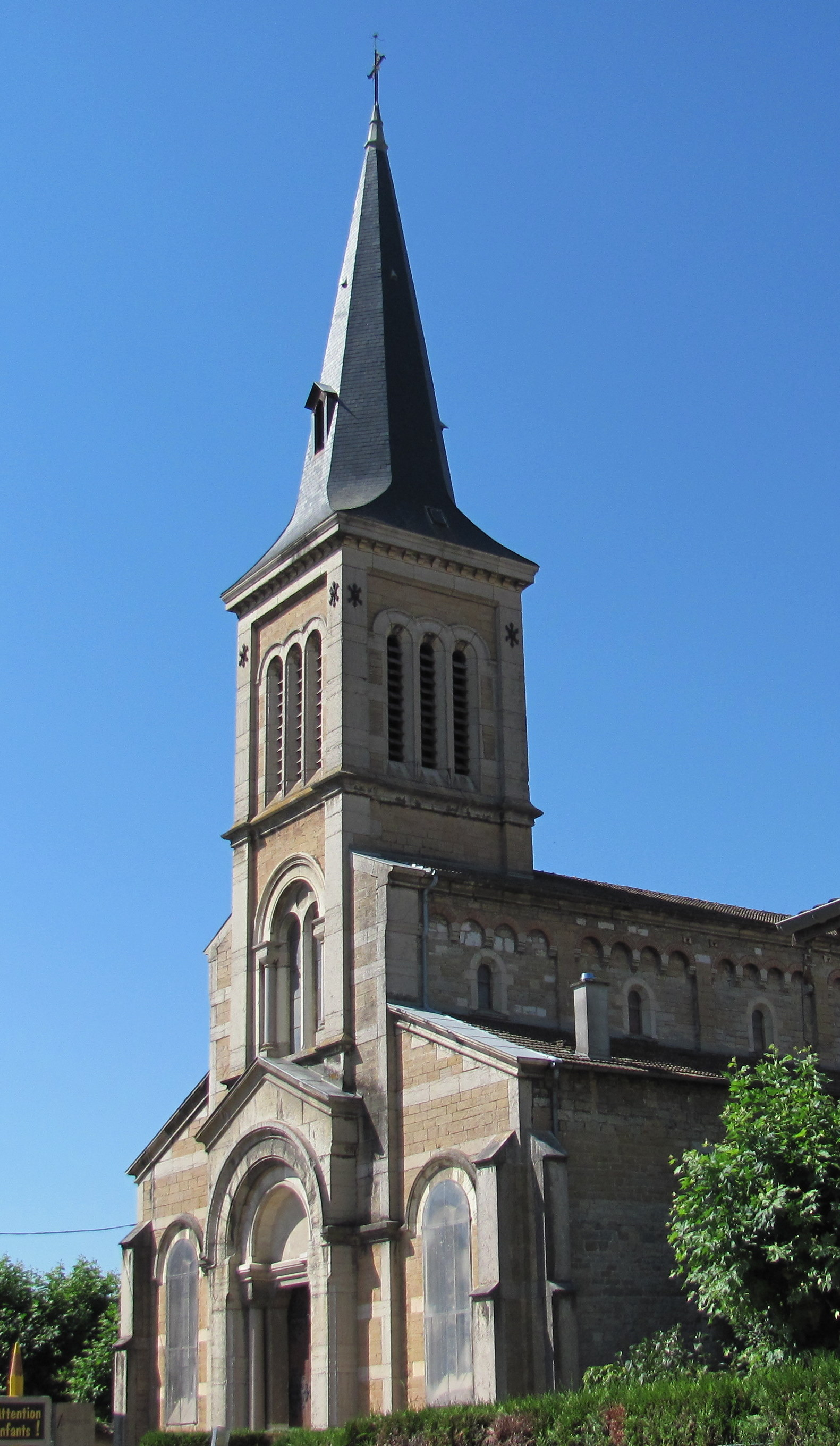
Kirche Saint-Romain
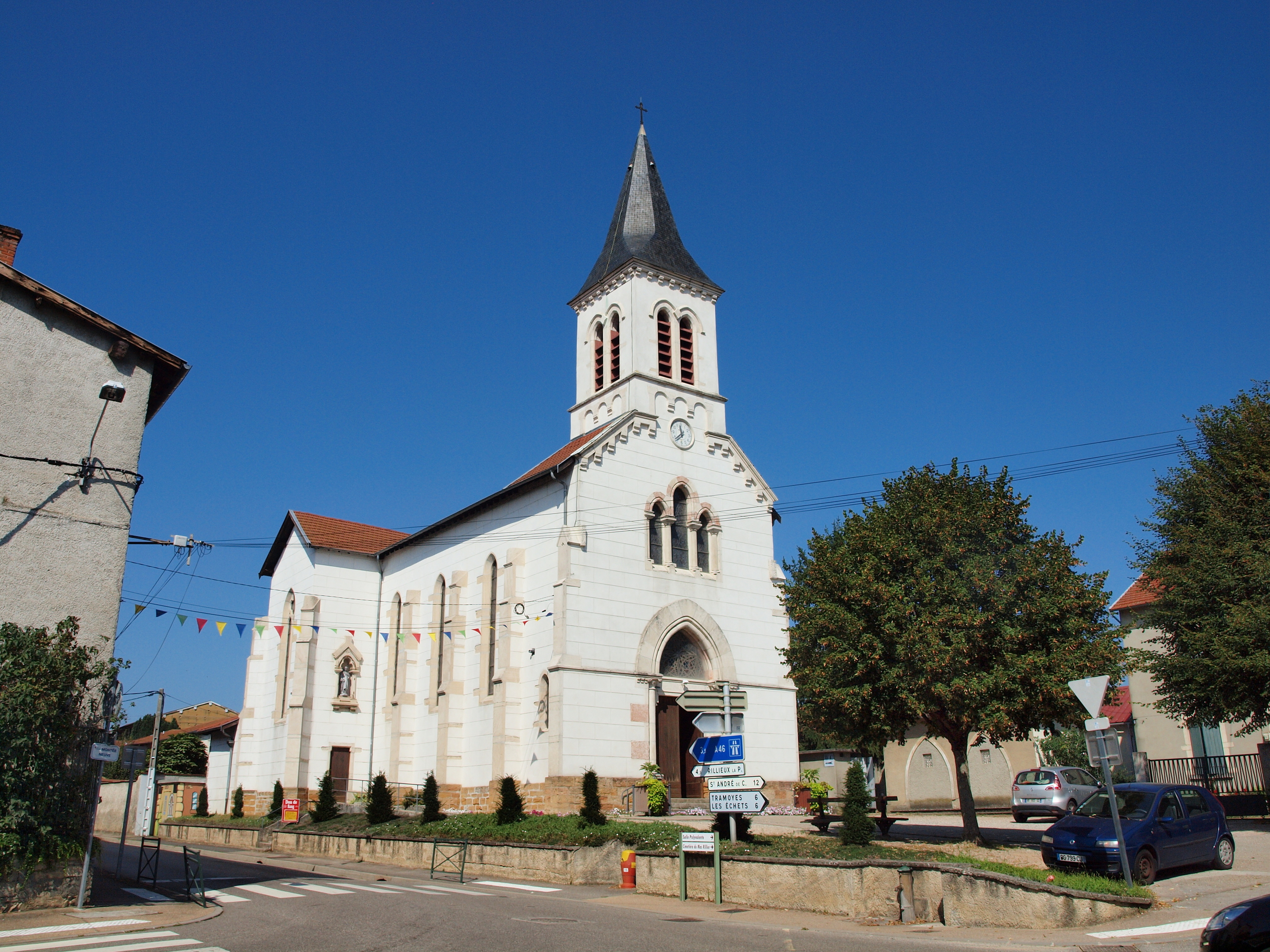
Kirche der Unbefleckten Empfängnis
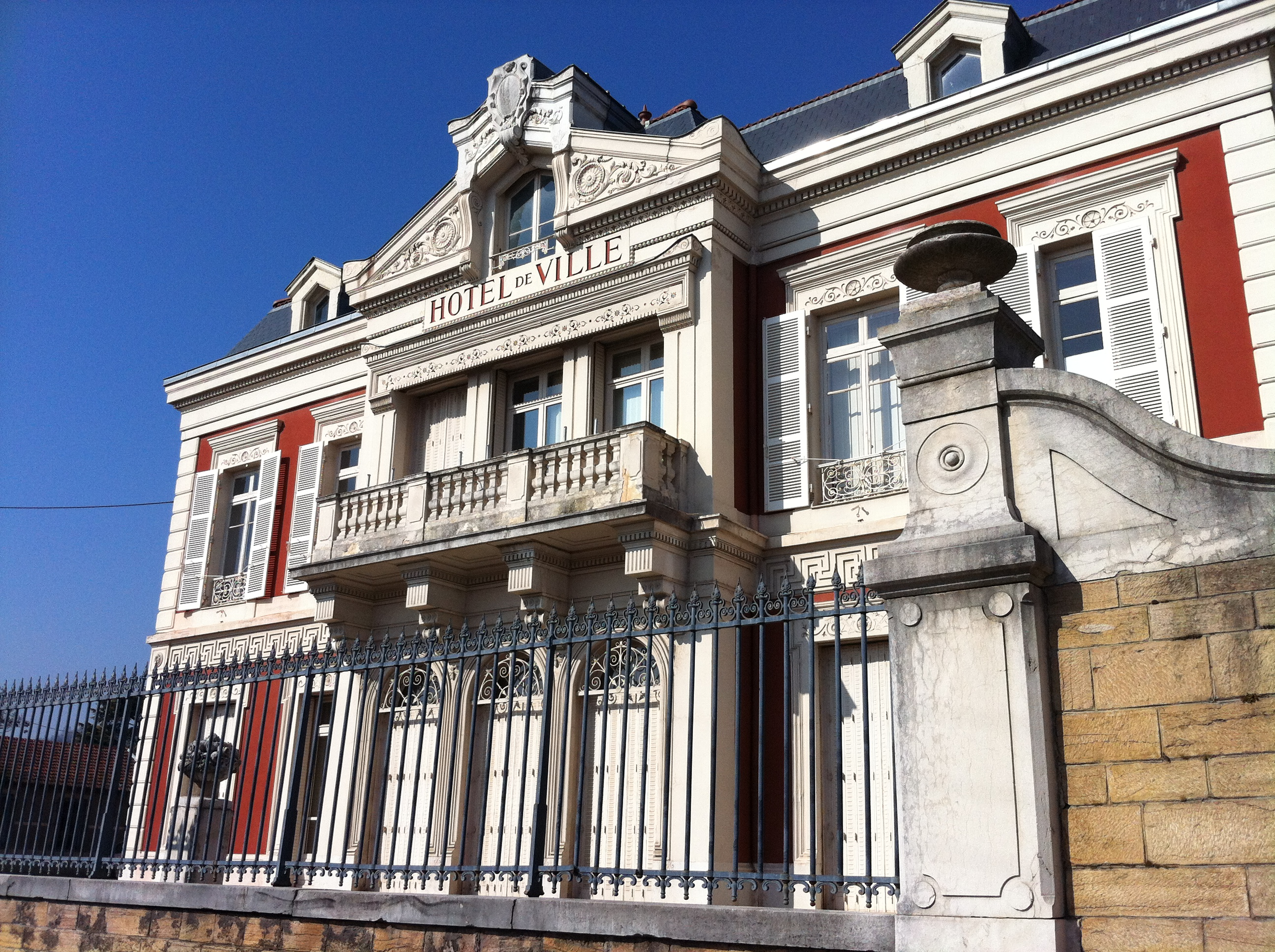
Rathaus (Hôtel de ville)
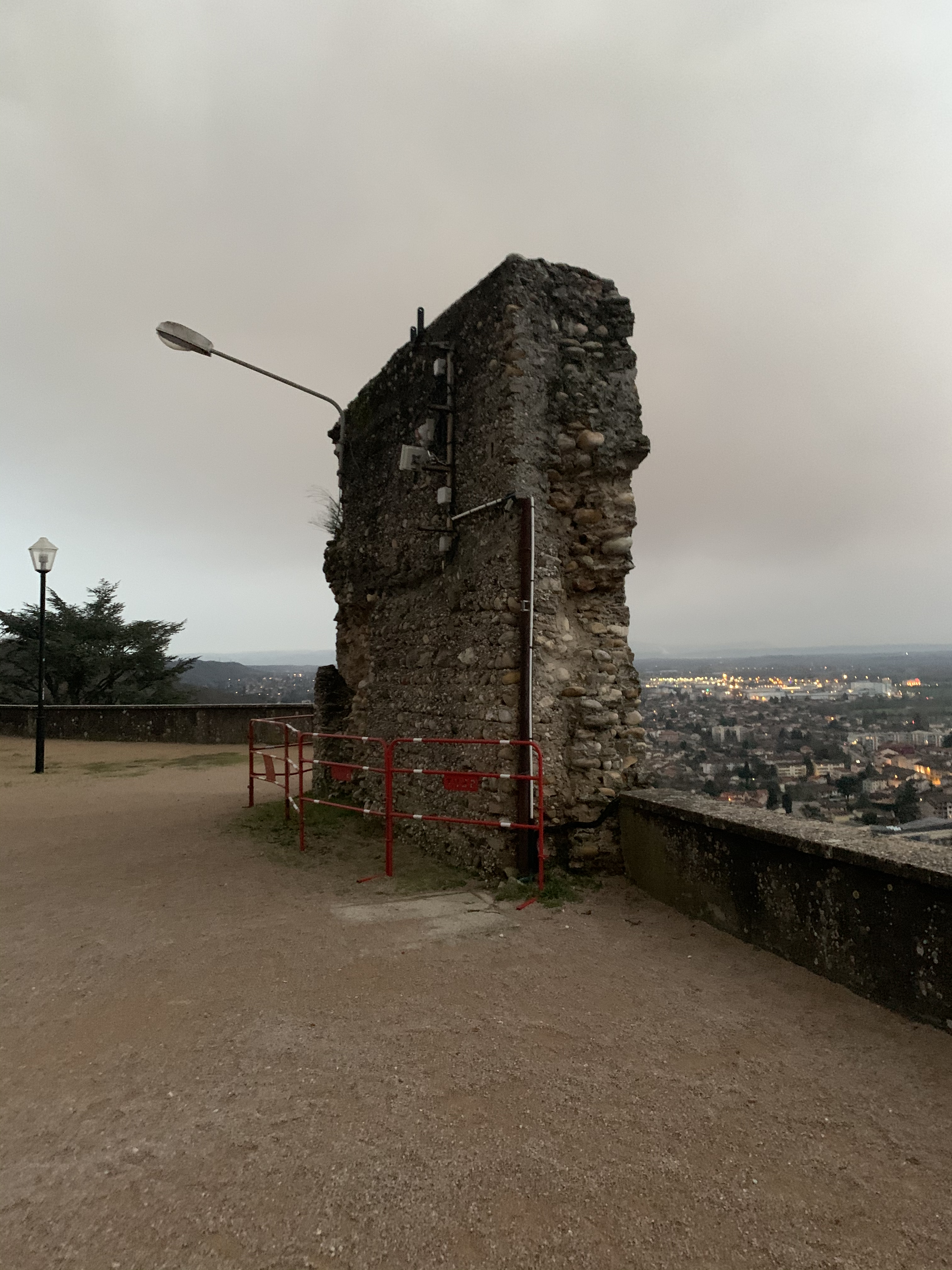
Mauerreste der ehemaligen Burg Miribel
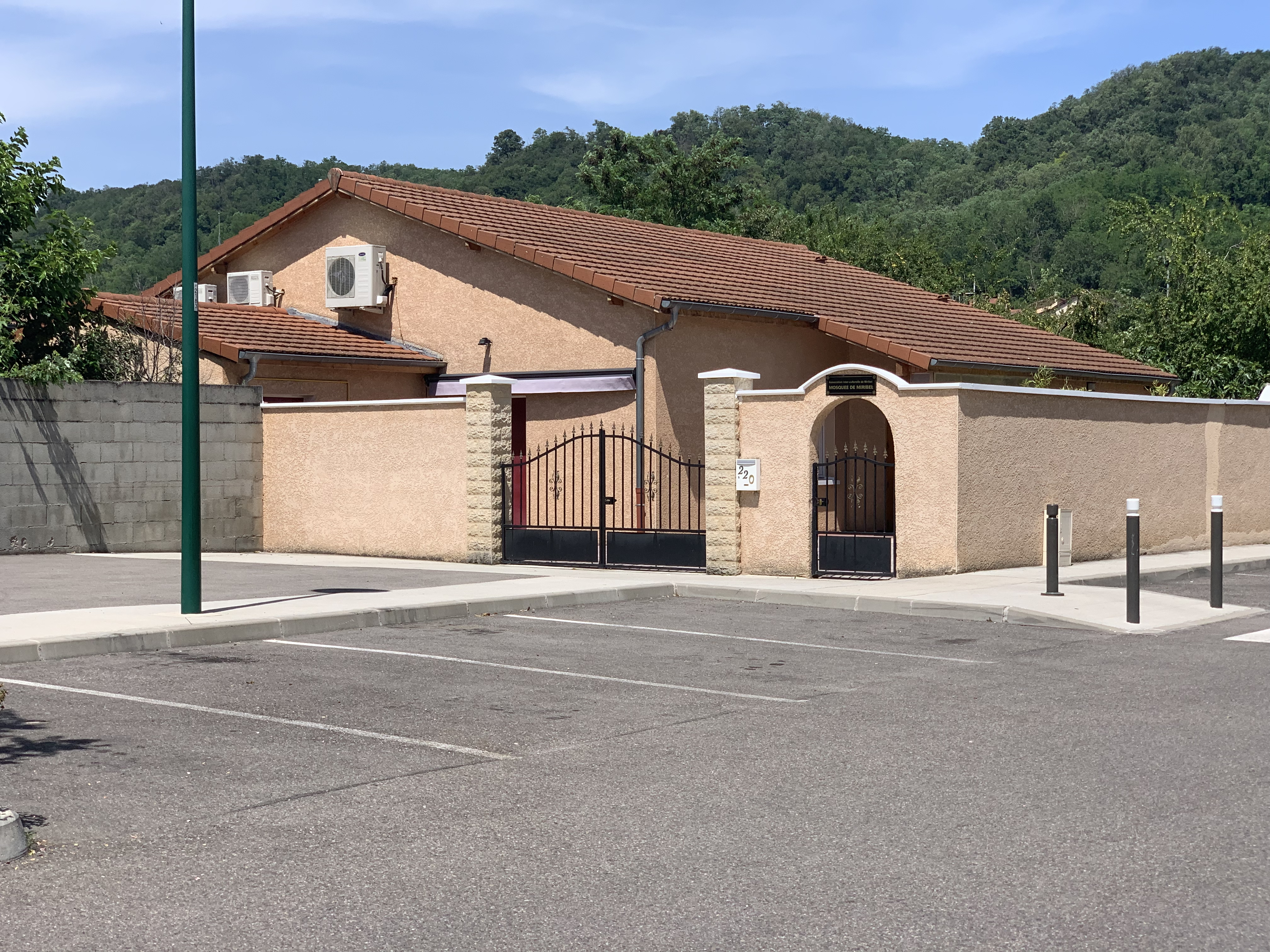
Moschee Miribel
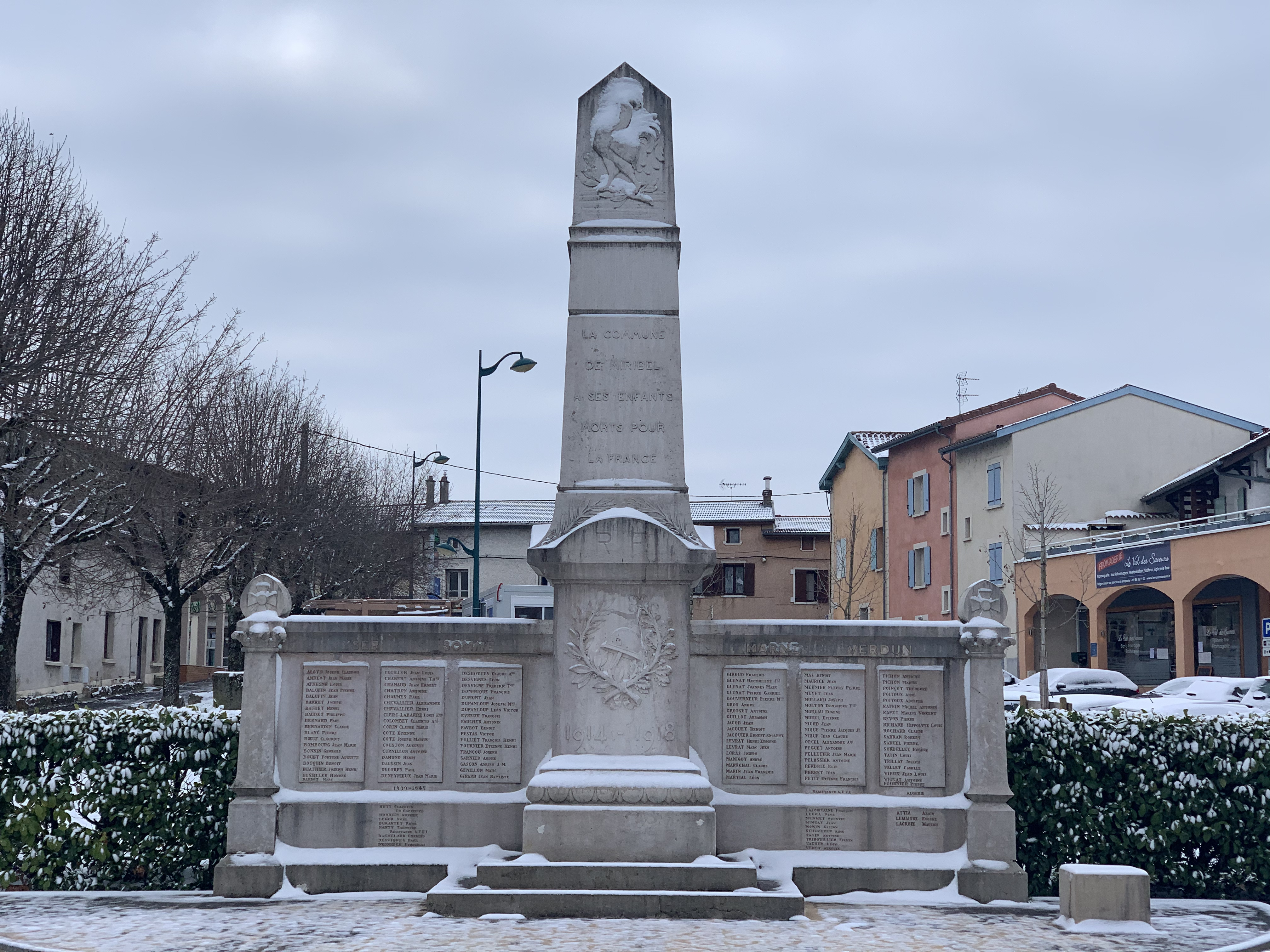
Gefallenendenkmal

## Partnerschaft
Mit der malischen Gemeinde Diankè besteht eine Verbindung.